# Emmanuel Roudier
Pour les articles homonymes, voir Roudier.
Emmanuel Roudier est un auteur de bande dessinée et de jeu de rôle sur table ainsi qu'un illustrateur scientifique français, né en région parisienne en 1971. Il est connu pour son travail portant sur la période de la Préhistoire et pour ses illustrations d'univers de fantasy.

## Biographie
Diplômé d’arts appliqués à l’ENSAAMA en 1992, Emmanuel Roudier travaille dans un premier temps en tant qu’illustrateur pour la presse jeunesse et scientifique. Très vite, il se passionne pour la Préhistoire. 
Il publie ensuite des BD ayant pour cadre la Préhistoire, avec la saga Vo'Hounâ (4 tomes parus de 2002 à 2013) qui romance un peu cette période en abordant le chamanisme et l'imaginaire des humains de la Préhistoire. Il se documente abondamment sur la période à l'aide d'ouvrages de vulgarisation. Il se tient au plus près des données archéologiques mais adopte un récit orienté vers le conte où interviennent des éléments de merveilleux inspirés de l'art pariétal. Il réalise des expositions de planches de BD et d'illustrations de vulgarisation scientifique sur la Préhistoire dans plusieurs musées : Musée d'Archéologie Nationale de Saint-Germain-en-Laye en 2005, Neanderthal Museum (Allemagne) et Musée de l'Homme (Paris) en 2006, puis au Musée National de Préhistoire des Eyzies en 2007.
Roudier publie une seconde série de BD sur la Préhistoire, Neandertal (3 tomes parus de 2007 à 2011), qui contient beaucoup moins d'éléments fantastiques que Vo'hounâ et se tient au plus près des connaissances scientifiques, dans un but plus pédagogique. Il publie ensuite une adaptation en BD du roman La Guerre du feu de J.-H. Rosny aîné (de 2012 à 2014) qui adopte un ton à nouveau plus romancé, tourné vers l'aventure, et adopte des choix différents dans les dialogues afin de rester au plus près des choix de Rosny aîné dans son roman (où les personnages parlent d'eux-mêmes à la troisième personne, par exemple). 
Roudier élabore également un jeu de rôle sur table préhistorique : Würm, qu'il écrit, illustre et met en page. Le jeu se déroule à l'époque de la glaciation de Würm, il y a environ 35 000 ans, et permet de jouer les aventures d'humains préhistoriques dans un cadre fidèle aux connaissances scientifiques du moment, tout en autorisant l'inclusion d'éléments surnaturels. Le jeu, d'abord disponible dans une version amateur sur Internet, obtient le prix du Ã de la Fédération Française de Jeu de Rôle en 2009. Il fait l'objet d'une édition professionnelle aux éditions Icare en 2011 et obtient le Grog d'Or, prix du Guide du rôliste galactique, en 2012.
Emmanuel Roudier participe également à l'édition d'autres jeux en tant qu'illustrateur : Mazes & Minotaurs d'Olivier Legrand en 2009-2010, la seconde édition française de Barbarians of Lemuria en 2016 (dont il conçoit aussi la maquette),.
En 2016, il dessine un album autonome de fantasy, Sept Mages, avec Serge Lehman au scénario, dans la série Sept des éditions Delcourt.
En décembre 2024, il publie aux éditions Dakikan son premier roman, situé dans les terres ancestrales, Panthère pâle.

## Œuvres

### Albums de bande dessinée
- Vo'Hounâ, éditions Soleil et Errance.
  - t. 1 - La saison d'Ao (2002)
  - t. 2 - La saison de Mordagg (2003)
  - t. 3 - Le souffle de Montharoumone (2005)
  - Intégrale (t. 1-4) - Vo'Hounâ, une légende préhistorique (2013)

- Neandertal, éditions Delcourt.
  - t. 1 - Le Cristal de Chasse (2007)
  - t. 2 - Le Breuvage de Vie (2009)
  - t. 3 - Le Meneur de Meute (2011)

- La Guerre du feu, éditions Delcourt.
  - t. 1 - Dans la nuit des âges (2012)
  - t. 2 - Sur les rives du Grand fleuve (2013)
  - t. 3 - Par le pays des eaux (2014)
  - Intégrale (t1-3) - La Guerre du feu, éditions Delcourt (2018)

- Sept Mages, avec Serge Lehman (scénario) et Simon Champelovier (couleurs), éditions Delcourt, série Sept, (2016)

- Rozel : l'empreinte des hommes-oiseaux, éditions Fedora, (2023)

### Roman illustré
- Cycle Légendes des terres ancestrales :

1. Panthère pâle, éditions Dakikan, 2024, 452 p.  (ISBN 978-2959619946) (version souple) /  (ISBN 978-2959619939) (version grand format cartonné)

### Livres illustrés
- 2010 : Ao, petit Néandertal, texte de Claire Troilo - Éditions Milan, 2010  (album illustré jeunesse, d'après le roman Ao, l'Homme ancien de Marc Klapczynski).
- 2015 : Nour et le peuple des loups , texte de Michel Piquemal - Éditions Rue du Monde, Collection Romans du Monde Bleu.
- 2016 : Qui était Néandertal, l'enquête illustrée, texte Antoine Balzeau - Éditions Belin.
- 2019 : Frère-Ami, texte de Michel Piquemal - éditions Rue du Monde, Collection Romans du Monde.

### Jeux de rôle
- 1998 : Hystoire de fou de Denis Gerfaud (illustration de l'écran du meneur de jeu)
- 2011 : Würm, éditions Icare (auteur principal, textes et illustrations). Deuxième édition en 2020 chez Black Book éditions.
- 2017 : Barbarians of Lemuria, deuxième édition française (illustrations, maquette)
- 2017 : Colonial Gothic : À l'est d'Eden, édition française - Éditions Batro'Games (illustrations)

## Récompenses
- 2003 : Prix Bo Doï - Leclerc « Décoincer la bulle » pour la série Vo'houna
- 2009 : Prix du Ã pour le jeu de rôle Würm[10]
- 2012 : Grog d'Or pour le jeu de rôle Würm[11],[10]